# 東京メルヘン
「東京メルヘン」（とうきょうメルヘン）は、1976年11月25日に発売された木之内みどりの7枚目のシングル。

## 解説
作詞は5枚目のシングル「学生通り」以来3作連続の松本隆、作曲はシングル初参加の吉田拓郎、編曲は同じく初参加の石川鷹彦である。松本はその後10枚目のシングル「走れ風のように」まで連続で作詞を手がけている。
A面の「東京メルヘン」は、1984年に松尾久美子がカヴァーした。
本楽曲は、1987年発売の木之内みどり初のベストCD以来、頻繁にCD化・デジタル音源化されており、現在も比較的容易に聴くことができる。

## 収録曲
1. 東京メルヘン（4分9秒）
作詞：松本隆／作曲：吉田拓郎／編曲：石川鷹彦
2. ゆめまくら（3分54秒）(Single Version)
作詞：松本隆／作曲：小泉まさみ／編曲：ラスト・ショウ

## 収録CD
- 木之内みどり/プレイバック・シリーズ（1987年11月21日） - 「東京メルヘン」
- お元気ですか? 木之内みどりwith Love（1990年11月21日） - 「東京メルヘン」
- 硝子坂（オリジナルアルバムのCD化復刻、1990年11月21日） - 「東京メルヘン」「ゆめまくら」
- よしだのうた 〜吉田拓郎作品集〜（2001年9月19日） - 「東京メルヘン」
- MYこれ!クション 木之内みどり BEST（2001年10月17日） - 「東京メルヘン」
- 幻のビューティー・アイドル フラワー・ポップス・シリーズ5（2001年11月10日） - 「東京メルヘン」
- 株式会社 NAVレコード ヒストリー2（2003年7月16日） - 「東京メルヘン」「ゆめまくら」
- ぼくらのベスト アルバム復刻シリーズ 木之内みどり 2（2004年5月19日） - 「東京メルヘン」「ゆめまくら」
- 「木之内みどり」SINGLESコンプリート（2007年7月18日） - 「東京メルヘン」「ゆめまくら」
- 硝子坂+シングルコレクション（2008年7月16日） - 「東京メルヘン」「ゆめまくら」